# Bandera del Territori de la Capital Australiana
La bandera del Territori de la Capital Australiana fou adoptada oficialmente per l'Assemblea Legislativa del Territori de la Capital Australiana el 1993.
La bandera, contràriament a la d'altres estats australians o la mateixa bandera nacional, no està basada en el pavelló blau britànic. Aquesta està formada per una franja vertical de color blau al costat del pal i la resta del camp d'or. Són els colors de la ciutat de Canberra (els quals també són els colors heràldics d'Austràlia). A la franja blava apareix la Creu del Sud formada per cinc estels blancs, mentre que a la groga es representa, de manera estilitzada, l'escut d'armes de la ciutat de Canberra. La bandera va ser dissenyada per Ivo Ostyn.
Tot i que el Territori de la Capital Australiana (ACT) existeix des del 1909 i se li va donar l'autogovern el 1989, mai no havia tingut cap bandera pròpia. En conseqüència, el govern va decidir que el territori n'adoptés una. El 1988 i el 1992 es van celebrar concursos per a triar una nova bandera, en què artistes i ciutadans de l'ACT podien presentar els seus dissenys. Posteriorment, el disseny actual en fou el guanyador de la competició. L'assemblea legislativa va adoptar-la oficialment el març de 1993.

## Colors
Els colors de la bandera són el blau, el groc i el blanc. El govern té publicat el model de colors en Pantone a efectes de publicació.
| Model de color | Blau     | Groc       | Blanc         |
| -------------- | -------- | ---------- | ------------- |
| Pantone        | 293C     | 123C       | Blanc         |
| RGB            | 0,61,165 | 255,199,44 | 255, 255, 255 |
| HTML           | #003DA5  | #FFC72C    | #FFFFFF       |

Els models RGB i HTML s'han extret a patir dels codis de Pantone descrits pel govern.

## Mides
La mida de bandera més utilitzada és de 1.830 mm x 915 mm (la longitud és sempre el doble de l'amplada).

## Propostes de modificació
Des que la bandera del Territori fou adoptada el 1993, ja es van plantejar diverses propostes per modificar-la. Dues d'aquestes propostes varen ser del mateix dissenyador de la bandera actual, Ivo Ostyn. En aquestes propostes, se substitueix l'escut d'armes de Canberra, que Ostyn argumenta que és massa complex per a un disseny efectiu en una bandera. D'altra banda Ostyn ha declarat que l'escut d'armes ja va ser estilitzat amb eficàcia durant el procés de disseny, a petició del ministre principal del Territori.

Proposta 1 d'Ivo Ostyn.